# راسيل موريس جونسون
راسيل موريس جونسون هو مجرم كندي، ولد في 1947 في كندا.